# UseModWiki
UseModWiki é um software wiki escrito em Perl e licenciado sob a GNU General Public License. As páginas em UseModWiki são armazenadas em arquivos comuns, não em um banco de dados relacional. A Wikipédia em inglês e em muitos outros idiomas utilizaram o UseModWiki até a mudança para o MediaWiki.

## História
Depois que Ward Cunningham criou o WikiWikiWeb, houve vários "WikiWikiClones" que implementaram as funções e o design do motor WikiWikiWeb ("WikiBase"), escrito principalmente em Perl. Peter Merel desenvolveu o CvWiki que foi um WikiWikiClone lançado parcialmente sob a GNU Lesser General Public License, e Markus Denker então desenvolveu o AtisWiki que foi lançado sob a GNU General Public License e baseado no CvWiki.
Nos anos 90, Clifford Adams iniciou o projeto Usenet Moderation que permitiria aos usuários compartilhamento, classificação, edição e, eventualmente, resumo/alteração de informações sobre as postagens da Usenet. Esse projeto foi substituído pelo conceito de wikis em 1999, e o desenvolvimento do UseModWiki começou em 11 de outubro como um fork simplificado do AtisWiki. A partir da versão 0.4 ("WikiFour") em novembro de 1999, mais funções e melhorias foram introduzidas no UseModWiki. Em 2000, o segundo site do UseModWiki MeatballWiki foi lançado e hospedado no usemod.com, juntamente com o site oficial do UseModWiki.
Em 2001, como Adams era desenvolvedor do UseModWiki e um Wikipedista, ele trouxe muitas melhorias para os usos de uma enciclopédia para a v0.91 e v0.92, especialmente links internos que usam colchetes (por exemplo, Wikipedia) como opção, juntamente com o CamelCase que cria links a outra página. Em setembro de 2003, após dois anos de desenvolvimento, o lançamento da versão 1.0 introduziu muitas novas funcionalidades, incluindo CSS, RSS, upload de arquivos, UTF-8, e muito mais. Somente versões de correção de bugs foram lançadas desde então, e Markus Lude assumiu o projeto UseModWiki de Adams em julho de 2007. A última versão foi lançada em dezembro de 2017.
As 22 versões da Wikipédia funcionavam através do UseModWiki que foi substituído pelo "script PHP" (fase II), um novo software wiki baseado em UseModWiki, mas reescrito em PHP. Em 20 de julho, ele foi então substituído pelo próprio software wiki da Wikipédia (fase III), atualmente conhecido como MediaWiki, para um melhor desempenho e funcionalidade.